# دریاچه بافا
دریاچه بافا (ترکی استانبولی: Bafa Gölü) یک دریاچه در استان موغلا کشور ترکیه است.